# سنت کلارا (ویرجینیای غربی)
سنت کلارا (به انگلیسی: St. Clara) یک منطقهٔ مسکونی در ایالات متحده آمریکا است که در Doddridge County واقع شده‌است.